# دانييل راموس
دانييل راموس (بالبرتغالية: Daniel Ramos‏) (25 ديسمبر 1970 بفيلا دو كوندي في البرتغال - ) هو لاعب كرة قدم برتغالي في مركز الوسط.

## روابط خارجية
- دانييل راموس على موقع قاعدة بيانات كرة القدم.إي يو (الإنجليزية)
- دانييل راموس على موقع Soccerway.com (الإنجليزية)
- دانييل راموس على موقع عالم كرة القدم.نت (الإنجليزية)